# Arenys de Mar
Arenys de Mar é um município da Espanha na comarca de Maresme, província de Barcelona, comunidade autónoma da Catalunha. Tem 6,8 km² de área e em 2021 tinha 15 942 habitantes (densidade: 2 344,4 hab./km²).

## Demografia
| Variação demográfica do município entre 1991 e 2004[carece de fontes?] | Variação demográfica do município entre 1991 e 2004[carece de fontes?] | Variação demográfica do município entre 1991 e 2004[carece de fontes?] | Variação demográfica do município entre 1991 e 2004[carece de fontes?] |
| ---------------------------------------------------------------------- | ---------------------------------------------------------------------- | ---------------------------------------------------------------------- | ---------------------------------------------------------------------- |
| 1991                                                                   | 1996                                                                   | 2001                                                                   | 2004                                                                   |
| 11039                                                                  | 11827                                                                  | 12435                                                                  | 13428                                                                  |

## Equipamentos
- Cemitério Municipal de Arenys de Mar - O poeta Salvador Espriu converteu-o num mito literário com a sua obra Cementerio de Sinera-[2]